# 多爾韋山
多爾韋山（英語：Mount Dolber）是南極洲的山峰，位於瑪麗伯德地，屬於福特山脈中薩諾夫山脈的一部分，海拔高度865米，美國地質調查局根據測量和美國海軍拍攝的空中照片繪入地圖，現時由南極條約體系管理。